# Álvaro Múnera
Álvaro Múnera Builes conocido como «El Pilarico», es un ex-torero colombiano reconvertido en crítico de la tauromaquia después de quedar parapléjico por una cornada. Actualmente se desempeña como diputado de Antioquia.

## Biografía

### Torero
Tras una faena en la plaza de toros de La Macarena de Medellín y ganar la Feria de la Candelaria, Múnera, que ya había sido apodado «El Pilarico» en la ciudad colombiana, consiguió un contrato para torear en España. Llegó el 6 de marzo de 1984 y allí completó veintidós corridas. Sin embargo, el 22 de septiembre del mismo año, en la plaza de toros de Munera, el toro Terciopelo de la ganadería del Marqués de Villagodio lo enganchó por la pierna izquierda y lo levantó, causándole la fractura de la quinta vértebra cervical con lesión medular irreversible acompañada de trauma craneoencefálico. Quedó parapléjico.

### Hospitalización y arrepentimiento
Permaneció hospitalizado en el Hospital Nacional de Parapléjicos de Toledo durante cuatro meses, tras lo cual, al no haber conseguido recuperar la movilidad, fue trasladado al Jackson Memorial Hospital de Miami (Estados Unidos). Allí permaneció hospitalizado cuatro años y medio más, y en ese tiempo recuperó la movilidad de sus manos y pudo empezar a desplazarse en silla de ruedas. También aprovechó para estudiar Teosofía. Finalmente, fue trasladado de nuevo a Medellín para continuar su recuperación.
Durante su estancia en Miami, Múnera se convirtió en antitaurino. Posteriormente, diría que aquella cornada que lo apartó de la vida en el ruedo fue un aviso de Dios.

### Carrera política
Actualmente es criticado por usar como bandera política la causa animalista por los taurinos que lo han llamado traidor. Una vez en Medellín, junto a discapacitados formó una organización, con la que posteriormente llegó a ser concejal en 1997. Desde el concejo, hizo políticas de apoyo a los discapacitados. Posteriormente, se adhirió a una causa en defensa de los animales que tomó cuerpo en forma de la organización Fuerza Anticrueldad Unida por la Naturaleza de los Animales (Fauna).
Aunque se preveía su participación en el Parlamento de Cataluña a principios de 2010 para defender la prohibición de la tauromaquia a raíz de una iniciativa legislativa popular, problemas de agenda se lo impidieron.